# 三國志英傑伝
『三國志英傑伝』（さんごくしえいけつでん）は、1995年2月に日本の光栄から発売されたシミュレーションロールプレイングゲーム。
同社が提唱する独自のゲームジャンル「リコエイションゲーム」に属す、キャンペーン式の戦術級システムのゲーム。プレイヤーは蜀（蜀漢）の初代皇帝劉備となって中国の統一・漢王朝の復興を目指す。
開発は光栄が行い、プロデューサーはフクザワ・エイジ、音楽は作曲家の吉田明永が担当している。
PC-9801版の発売後、スーパーファミコンやセガサターン、PlayStationなどの各家庭用ゲーム機用などに移植された他、2007年には携帯電話ゲームとして配信された。また、Windows向けにはWindows 3.1版とは別に、PC-9801版を復刻収録した『コーエー25周年記念パック Vol.4』と、これに収録されていたものを単体で発売した「コーエー定番シリーズ」がある。
後に『三國志孔明伝』（1996年）が発売され、以後『英傑伝シリーズ』として独立シリーズとなる。

## ゲーム内容

### システム
ゲームは城や村などでの物語パートと戦場での戦闘パートの繰り返しで進行する。物語パートでは他の登場人物との会話や情報収集・アイテムの入手・人材収集などを行い、戦闘パートでは劉備および配下の武将たちを操って勝利していくことによってさらに物語が進行する。
物語は基本的に小説『三国志演義』の内容に沿って進むが、途中でストーリー進行上の分岐点がいくつかあり、必ずしも『三国志演義』の通りにストーリーが進むわけではない（例として、「曹丕が司馬懿に暗殺される」「麦城で関羽が生き残る場合もある」など）。登場する武将は約240人。それぞれに異なったパラメータ値が与えられている。「三国志演義」には登場しないオリジナルの武将たちが敵味方問わず登場する。

### エンディング
コンシューマ版ではエンディングまでのターン数が記録されており、かかったターン数に応じてエンディングが変化する場合がある。劉備が一番レベルの低い部下に暗殺されるなどの理不尽なエンディングを迎える羽目になることもままある。
- 献帝は劉備に帝位を譲り、皇太子に劉禅もしくは劉封を任命する（レベルの高い方が皇太子になる）
- 天下統一を果たしたが劉備が一番レベルの低い部下に暗殺される
- 天下統一を果たしたが劉備がレベルの高い部下を重用し一番レベルの低い部下に嫉妬され反乱を起こされる。劉備は失職
- 天下統一を果たしたが腐敗が横行し董卓のように太る劉備
- 天下統一を果たしたが、劉備死後に群雄割拠に逆戻り
- 曹操を倒したが、劉備は病に倒れる。司馬氏が魏を再建、呉と同盟し蜀漢と争う
- 張飛が夷陵の戦いを起こし敗北、劉備は病死

### バッドエンディング
- 夷陵の戦いで敗北し病死する劉備（三章五幕）
- 袁紹に内通が疑われ殺害される（二章一幕・GBA版ではゲームオーバーの文字が表示される）
- 曹操暗殺が露見し、夏侯惇に殺害される（一章五幕・GBA版ではゲームオーバーの文字が表示される）

## 他機種版
| No. | タイトル                                             | 発売日            | 対応機種                          | 発売元                 | メディア                 | 型式                             | 備考            | 出典                    |
| --- | ---------------------------------------------------- | ----------------- | --------------------------------- | ---------------------- | ------------------------ | -------------------------------- | --------------- | ----------------------- |
| 1   | 三國志英傑伝                                         | 1995年9月1日      | Macintosh Windows 3.1             | 光栄                   | CD-ROM                   | Mac:KN10821040 Win3.1:KN11091010 |                 |                         |
| 2   | 三國志英傑伝                                         | 1995年12月28日    | スーパーファミコン                | 光栄                   | 24メガビットロムカセット | SHVC-A3AJ-JPN                    |                 |                         |
| 3   | 三國志英傑伝                                         | 1996年3月29日     | PlayStation セガサターン          | 光栄                   | CD-ROM                   | PS:SLPS-00309 SS:T-7613G         |                 |                         |
| 4   | KOEI The BEST 三國志英傑伝                           | 1998年12月10日    | PlayStation                       | コーエー               | CD-ROM                   | SLPM-86182                       | 廉価版          |                         |
| 5   | コーエー定番シリーズ 三國志英傑伝                    | 2000年12月16日    | PlayStation                       | コーエー               | CD-ROM                   | SLPM-86744                       | 廉価版          |                         |
| 6   | コーエー25周年記念パック Vol.4                       | 2003年10月24日    | Windows 98 - XP                   | コーエー               | CD-ROM                   | -                                | PC-9801版の移植 | [ 3 ] [ 4 ] [ 5 ] [ 6 ] |
| 7   | 三國志英傑伝                                         | 2005年1月27日     | ゲームボーイアドバンス            | コーエー               | ロムカセット             | AGB-P-B3EJ                       |                 |                         |
| 8   | コーエー定番シリーズ 三國志英傑伝                    | 2005年8月5日      | Windows 98 - XP                   | コーエー               | CD-ROM                   | -                                |                 |                         |
| 9   | 三國志英傑伝                                         | 2007年9月18日     | FOMA901i/703iシリーズ （iアプリ） | コーエー               | ダウンロード             | -                                |                 | [ 7 ]                   |
| 10  | 三國志英傑伝                                         | 2007年12月12日    | Yahoo!ケータイ （S!アプリ）       | コーエー               | ダウンロード             | -                                |                 | [ 8 ] [ 9 ]             |
| 11  | 三國志英傑伝                                         | 2008年6月12日     | BREW対応端末 （EZアプリ）         | コーエー               | ダウンロード             | -                                |                 | [ 10 ]                  |
| 12  | シブサワ・コウ アーカイブスパック Vol.8 三國志英傑伝 | INT 2017年8月30日 | Windows 7/8.1/10                  | コーエーテクモゲームス | ダウンロード (Steam)     | -                                |                 | [ 11 ] [ 12 ] [ 13 ]    |

## 評価
スーパーファミコン版
ゲーム誌『ファミ通』の「クロスレビュー」では、7・6・6・5の合計24点（満40点）、『ファミリーコンピュータMagazine』の読者投票による「ゲーム通信簿」での評価は以下の通り、20.7点（満30点）となっている。
| 項目 | キャラクタ | 音楽 | お買得度 | 操作性 | 熱中度 | オリジナリティ | 総合 |
| 得点 | 3.6        | 3.6  | 3.1      | 3.5    | 3.5    | 3.5            | 20.7 |
PlayStation版
ゲーム誌『ファミ通』の「クロスレビュー」では合計26点（満40点）、『PlayStation Magazine』の読者投票による「ゲーム通信簿」での評価は以下の通りとなっており、18.4点（満30点）となっている。
| 項目 | キャラクタ | 音楽 | お買得度 | 操作性 | 熱中度 | オリジナリティ | 総合 |
| 得点 | 3.2        | 3.0  | 2.7      | 3.0    | 3.1    | 3.4            | 18.4 |
セガサターン版
ゲーム誌『ファミ通』の「クロスレビュー」では合計25点（満40点）、『SATURN FAN』の読者投票による「ゲーム通信簿」での評価は以下の通り、21.5点（満30点）となっている。
| 項目 | キャラクタ | 音楽 | お買得度 | 操作性 | 熱中度 | オリジナリティ | 総合 |
| 得点 | 3.7        | 3.8  | 3.0      | 3.5    | 4.0    | 3.5            | 21.5 |
ゲームボーイアドバンス版
ゲーム誌『ファミ通』の「クロスレビュー」では合計27点（満40点）となった。